# Votorantim
Votorantim là một đô thị ở bang São Paulo của Brasil.
Đô thị này nằm ở vĩ độ 23º32'48" độ vĩ nam và kinh độ 47º26'16" độ vĩ tây, trên khu vực có độ cao 570 m. Dân số năm 2005 ước tính 105.446 người. Diện tích Votorantim 177 km², trong đó 30 km² là diện tích 147 km² là nông thôn.